# Wereldkampioenschappen synchroonzwemmen 1982 – Solo vrouwen
De solo vrouwen tijdens de wereldkampioenschappen synchroonzwemmen 1982 vond plaats in Guayaquil, Ecuador.
In totaal 135 deelnemers deden mee aan een voorronde met een technische routine. De beste 22 deelnemers deden vervolgens een figur kür, waarbij slechts één deelnemer per land aan deze fase mocht deelnemen. De beste tien deelnemers van de voorronde namen deel aan de kwalificatie, waarnaar de beste acht zich kwalificeerde voor de finale.

## Uitslag
De eerste acht solisten, hier aangegeven met groen, gingen door naar de finale.
| Rang   | Naam                    | Land                   | Voorronde | Voorronde | Kwalificatie  | Kwalificatie  | Finale        | Finale        |
| Rang   | Naam                    | Land                   | Punten    | Rang      | Punten        | Rang          | Punten        | Rang          |
| ------ | ----------------------- | ---------------------- | --------- | --------- | ------------- | ------------- | ------------- | ------------- |
| Goud   | Tracie Ruiz             | Verenigde Staten       | 94,5000   | 1         | 190,1000      | 1             | 192,3000      | 1             |
| Zilver | Kelly Kryczka           | Canada                 | 91,7833   | 4         | 186,5833      | 2             | 188,9833      | 2             |
| Brons  | Miwako Motoyoshi        | Japan                  | 87,2001   | 17        | 179,2001      | 3             | 181,6001      | 3             |
| 4      | Carolyn Wilson          | Verenigd Koninkrijk    | 86,5167   | 19        | 174,9167      | 4             | 176,5167      | 4             |
| 5      | Marijke Engelen         | Nederland              | 84,1833   | 30        | 166,4500      | 6             | 171,1833      | 5             |
| 6      | Gudrun Hänisch          | Duitsland              | 80,8500   | 43        | 167,3833      | 5             | 167,6500      | 6             |
| 7      | Caroline Sturzenegger   | Zwitserland            | 82,1833   | 38        | 165,3833      | 7             | 166,5833      | 7             |
| 8      | Muriel Hermine          | Frankrijk              | 81,6499   | 40        | 164,0499      | 8             | 166,0499      | 8             |
| 9      | Alexandra Worisch       | Oostenrijk             | 79,6500   | 50        | 162,8500      | 9             | Uitgeschakeld | Uitgeschakeld |
| 10     | Veronica Pavon          | Mexico                 | 78,3834   | 59        | 159,9333      | 10            | Uitgeschakeld | Uitgeschakeld |
| 11     | Donella Burridge        | Australië              | 78,8666   | 56        | 159,5834      | 11            | Uitgeschakeld | Uitgeschakeld |
| 12     | Janeth Hatiuzka         | Colombia               | 81,3333   | 42        | 158,6666      | 12            | Uitgeschakeld | Uitgeschakeld |
| 13     | Erica Rocha             | Brazilië               | 75,4666   | 86        | 150,8666      | 13            | Uitgeschakeld | Uitgeschakeld |
| 14     | Ximena Carias           | Dominicaanse Republiek | 75,7166   | 83        | 150,5166      | 14            | Uitgeschakeld | Uitgeschakeld |
| 15     | Mara Pastore            | Italië                 | 74,5833   | 92        | 149,1833      | 15            | Uitgeschakeld | Uitgeschakeld |
| 16     | Maria Nilsson           | Zweden                 | 76,4000   | 76        | 150,0000      | 16            | Uitgeschakeld | Uitgeschakeld |
| 17     | Ana Amicarella          | Venezuela              | 74,8167   | 90        | 149,4167      | 17            | Uitgeschakeld | Uitgeschakeld |
| 18     | Uina Dacosta            | Cuba                   | 75,8333   | 81        | 148,4333      | 18            | Uitgeschakeld | Uitgeschakeld |
| 19     | Robin Cody              | Puerto Rico            | 72,0833   | 108       | 144,0833      | 19            | Uitgeschakeld | Uitgeschakeld |
| 20     | Deborah Ward            | Zimbabwe               | 73,2334   | 100       | 141,4334      | 20            | Uitgeschakeld | Uitgeschakeld |
| 21     | Azul Martorell          | Uruguay                | 72,6167   | 104       | 141,4167      | 21            | Uitgeschakeld | Uitgeschakeld |
| 22     | Manal Eid               | Egypte                 | 67,6501   | 126       | 136,0501      | 22            | Uitgeschakeld | Uitgeschakeld |
| 23     | Sharon Hambrook         | Canada                 | 93,3001   | 2         | Uitgeschakeld | Uitgeschakeld | Uitgeschakeld | Uitgeschakeld |
| 24     | Carolyn Waldo           | Canada                 | 91,8668   | 3         | Uitgeschakeld | Uitgeschakeld | Uitgeschakeld | Uitgeschakeld |
| 25     | Vicky Vilagos           | Canada                 | 91,3500   | 5         | Uitgeschakeld | Uitgeschakeld | Uitgeschakeld | Uitgeschakeld |
| 26     | Renee Paradis           | Canada                 | 90,6001   | 6         | Uitgeschakeld | Uitgeschakeld | Uitgeschakeld | Uitgeschakeld |
| 27     | Holly Spencer           | Verenigde Staten       | 90,0499   | 7         | Uitgeschakeld | Uitgeschakeld | Uitgeschakeld | Uitgeschakeld |
| 28     | Mary Visniski           | Verenigde Staten       | 89,8666   | 8         | Uitgeschakeld | Uitgeschakeld | Uitgeschakeld | Uitgeschakeld |
| 29     | Penny Vilagos           | Canada                 | 89,6834   | 9         | Uitgeschakeld | Uitgeschakeld | Uitgeschakeld | Uitgeschakeld |
| 30     | Marie White             | Verenigde Staten       | 88,8334   | 10        | Uitgeschakeld | Uitgeschakeld | Uitgeschakeld | Uitgeschakeld |
| 31     | Karen Callaghan         | Verenigde Staten       | 88,4167   | 11        | Uitgeschakeld | Uitgeschakeld | Uitgeschakeld | Uitgeschakeld |
| 32     | Janet Arnold            | Canada                 | 88,4000   | 12        | Uitgeschakeld | Uitgeschakeld | Uitgeschakeld | Uitgeschakeld |
| 33     | Robin Waller            | Verenigde Staten       | 88,3000   | 13        | Uitgeschakeld | Uitgeschakeld | Uitgeschakeld | Uitgeschakeld |
| 34     | Chantal Laviolette      | Canada                 | 87,8501   | 14        | Uitgeschakeld | Uitgeschakeld | Uitgeschakeld | Uitgeschakeld |
| 35     | Tara Cameron            | Verenigde Staten       | 87,7667   | 15        | Uitgeschakeld | Uitgeschakeld | Uitgeschakeld | Uitgeschakeld |
| 36     | Sarah Josephson         | Verenigde Staten       | 87,3501   | 16        | Uitgeschakeld | Uitgeschakeld | Uitgeschakeld | Uitgeschakeld |
| 37     | Masako Fujiwara         | Japan                  | 86,8333   | 18        | Uitgeschakeld | Uitgeschakeld | Uitgeschakeld | Uitgeschakeld |
| 38     | Wendy Barber            | Canada                 | 86,2833   | 20        | Uitgeschakeld | Uitgeschakeld | Uitgeschakeld | Uitgeschakeld |
| 39     | Susan Clarke            | Canada                 | 86,2333   | 21        | Uitgeschakeld | Uitgeschakeld | Uitgeschakeld | Uitgeschakeld |
| 40     | Kazuno Fujiwara         | Japan                  | 85,8333   | 22        | Uitgeschakeld | Uitgeschakeld | Uitgeschakeld | Uitgeschakeld |
| 41     | Candy Costie            | Verenigde Staten       | 85,6001   | 23        | Uitgeschakeld | Uitgeschakeld | Uitgeschakeld | Uitgeschakeld |
| 42     | Karin Singer            | Zwitserland            | 85,4334   | 24        | Uitgeschakeld | Uitgeschakeld | Uitgeschakeld | Uitgeschakeld |
| 43     | Saeko Kimura            | Japan                  | 85,0334   | 25        | Uitgeschakeld | Uitgeschakeld | Uitgeschakeld | Uitgeschakeld |
| 44     | Tomoko Ishi             | Japan                  | 84,8167   | 26        | Uitgeschakeld | Uitgeschakeld | Uitgeschakeld | Uitgeschakeld |
| 45     | Catrien Eijken          | Nederland              | 84,7333   | 27        | Uitgeschakeld | Uitgeschakeld | Uitgeschakeld | Uitgeschakeld |
| 46     | Ikuko Abe               | Japan                  | 84,5666   | 28        | Uitgeschakeld | Uitgeschakeld | Uitgeschakeld | Uitgeschakeld |
| 47     | Tracey Cook             | Verenigd Koninkrijk    | 84,5167   | 29        | Uitgeschakeld | Uitgeschakeld | Uitgeschakeld | Uitgeschakeld |
| 48     | Takiyo Sasao            | Japan                  | 83,4667   | 31        | Uitgeschakeld | Uitgeschakeld | Uitgeschakeld | Uitgeschakeld |
| 49     | Judith van den Berg     | Nederland              | 83,4333   | 32        | Uitgeschakeld | Uitgeschakeld | Uitgeschakeld | Uitgeschakeld |
| 50     | Julie Olson             | Verenigde Staten       | 83,2000   | 33        | Uitgeschakeld | Uitgeschakeld | Uitgeschakeld | Uitgeschakeld |
| 51     | Amanda Dodd             | Verenigd Koninkrijk    | 82,7666   | 34        | Uitgeschakeld | Uitgeschakeld | Uitgeschakeld | Uitgeschakeld |
| 52     | Ilse Westbroek          | Nederland              | 82,6500   | 35        | Uitgeschakeld | Uitgeschakeld | Uitgeschakeld | Uitgeschakeld |
| 52     | Chikako Izushi          | Japan                  | 82,6500   | 35        | Uitgeschakeld | Uitgeschakeld | Uitgeschakeld | Uitgeschakeld |
| 54     | Margo Siebel            | Nederland              | 82,2834   | 37        | Uitgeschakeld | Uitgeschakeld | Uitgeschakeld | Uitgeschakeld |
| 55     | Caroline Holmyard       | Verenigd Koninkrijk    | 81,7499   | 39        | Uitgeschakeld | Uitgeschakeld | Uitgeschakeld | Uitgeschakeld |
| 56     | Alison Bowler           | Verenigd Koninkrijk    | 81,3833   | 41        | Uitgeschakeld | Uitgeschakeld | Uitgeschakeld | Uitgeschakeld |
| 57     | Paula Carvalho          | Brazilië               | 80,8334   | 44        | Uitgeschakeld | Uitgeschakeld | Uitgeschakeld | Uitgeschakeld |
| 58     | Maria Del Pilar Ramirez | Mexico                 | 80,2667   | 45        | Uitgeschakeld | Uitgeschakeld | Uitgeschakeld | Uitgeschakeld |
| 59     | Annette Feil            | Duitsland              | 80,2167   | 46        | Uitgeschakeld | Uitgeschakeld | Uitgeschakeld | Uitgeschakeld |
| 60     | Gabriella Tello         | Mexico                 | 79,8499   | 47        | Uitgeschakeld | Uitgeschakeld | Uitgeschakeld | Uitgeschakeld |
| 61     | Irene Singer            | Zwitserland            | 79,7334   | 48        | Uitgeschakeld | Uitgeschakeld | Uitgeschakeld | Uitgeschakeld |
| 62     | Edith Boss              | Zwitserland            | 79,7167   | 49        | Uitgeschakeld | Uitgeschakeld | Uitgeschakeld | Uitgeschakeld |
| 63     | Patricia Combs          | Verenigd Koninkrijk    | 79,6166   | 51        | Uitgeschakeld | Uitgeschakeld | Uitgeschakeld | Uitgeschakeld |
| 64     | Petri Engels            | Nederland              | 79,5500   | 52        | Uitgeschakeld | Uitgeschakeld | Uitgeschakeld | Uitgeschakeld |
| 65     | Deborah Golding         | Verenigd Koninkrijk    | 79,4334   | 53        | Uitgeschakeld | Uitgeschakeld | Uitgeschakeld | Uitgeschakeld |
| 66     | Esther Theisen          | Nederland              | 79,2000   | 54        | Uitgeschakeld | Uitgeschakeld | Uitgeschakeld | Uitgeschakeld |
| 67     | Marleen Engelen         | Nederland              | 79,0833   | 55        | Uitgeschakeld | Uitgeschakeld | Uitgeschakeld | Uitgeschakeld |
| 68     | Pascale Besson          | Frankrijk              | 78,6334   | 57        | Uitgeschakeld | Uitgeschakeld | Uitgeschakeld | Uitgeschakeld |
| 69     | Annette schubert        | Duitsland              | 78,5666   | 58        | Uitgeschakeld | Uitgeschakeld | Uitgeschakeld | Uitgeschakeld |
| 70     | Beatrix Ehrenzeller     | Zwitserland            | 78,3501   | 60        | Uitgeschakeld | Uitgeschakeld | Uitgeschakeld | Uitgeschakeld |
| 71     | Maria C. Salazar        | Colombia               | 78,0500   | 61        | Uitgeschakeld | Uitgeschakeld | Uitgeschakeld | Uitgeschakeld |
| 72     | Lourdes Candini         | Mexico                 | 78,0166   | 62        | Uitgeschakeld | Uitgeschakeld | Uitgeschakeld | Uitgeschakeld |
| 73     | Maja Mast               | Zwitserland            | 77,6667   | 63        | Uitgeschakeld | Uitgeschakeld | Uitgeschakeld | Uitgeschakeld |
| 74     | Kerstin Jorkisch        | Duitsland              | 77,6334   | 64        | Uitgeschakeld | Uitgeschakeld | Uitgeschakeld | Uitgeschakeld |
| 75     | Marie Jacobsson         | Zweden                 | 77,6333   | 65        | Uitgeschakeld | Uitgeschakeld | Uitgeschakeld | Uitgeschakeld |
| 76     | Philippa Sutton         | Verenigd Koninkrijk    | 77,6167   | 66        | Uitgeschakeld | Uitgeschakeld | Uitgeschakeld | Uitgeschakeld |
| 77     | Cornelia Blanc          | Zwitserland            | 77,5834   | 67        | Uitgeschakeld | Uitgeschakeld | Uitgeschakeld | Uitgeschakeld |
| 78     | Antonella Terenzi       | Italië                 | 77,2166   | 68        | Uitgeschakeld | Uitgeschakeld | Uitgeschakeld | Uitgeschakeld |
| 79     | Susanne Widmer          | Zwitserland            | 77,1001   | 69        | Uitgeschakeld | Uitgeschakeld | Uitgeschakeld | Uitgeschakeld |
| 80     | Tessa Carvalho          | Brazilië               | 76,9000   | 70        | Uitgeschakeld | Uitgeschakeld | Uitgeschakeld | Uitgeschakeld |
| 81     | Iliana Valdes           | Colombia               | 76,8000   | 71        | Uitgeschakeld | Uitgeschakeld | Uitgeschakeld | Uitgeschakeld |
| 82     | Claudia Novelo          | Mexico                 | 76,7833   | 72        | Uitgeschakeld | Uitgeschakeld | Uitgeschakeld | Uitgeschakeld |
| 83     | Odile Petit             | Frankrijk              | 76,5833   | 73        | Uitgeschakeld | Uitgeschakeld | Uitgeschakeld | Uitgeschakeld |
| 84     | Ana Santos              | Brazilië               | 76,5500   | 74        | Uitgeschakeld | Uitgeschakeld | Uitgeschakeld | Uitgeschakeld |
| 85     | Eva-Maria Edinger       | Oostenrijk             | 76,4500   | 75        | Uitgeschakeld | Uitgeschakeld | Uitgeschakeld | Uitgeschakeld |
| 86     | Sarah Hill              | Zimbabwe               | 76,4000   | 76        | Uitgeschakeld | Uitgeschakeld | Uitgeschakeld | Uitgeschakeld |
| 87     | Vivian Silva            | Brazilië               | 76,3000   | 78        | Uitgeschakeld | Uitgeschakeld | Uitgeschakeld | Uitgeschakeld |
| 88     | Lisa Steanes-Christophe | Australië              | 75,9334   | 79        | Uitgeschakeld | Uitgeschakeld | Uitgeschakeld | Uitgeschakeld |
| 89     | Debby Castelijns        | Nederland              | 75,8334   | 80        | Uitgeschakeld | Uitgeschakeld | Uitgeschakeld | Uitgeschakeld |
| 90     | Christine Lang          | Duitsland              | 75,8167   | 82        | Uitgeschakeld | Uitgeschakeld | Uitgeschakeld | Uitgeschakeld |
| 91     | Gerlind Scheller        | Duitsland              | 75,6166   | 84        | Uitgeschakeld | Uitgeschakeld | Uitgeschakeld | Uitgeschakeld |
| 92     | Nitza Vivoni            | Puerto Rico            | 75,6001   | 85        | Uitgeschakeld | Uitgeschakeld | Uitgeschakeld | Uitgeschakeld |
| 93     | Monica Adames           | Colombia               | 75,3833   | 87        | Uitgeschakeld | Uitgeschakeld | Uitgeschakeld | Uitgeschakeld |
| 94     | Zazil Olivares          | Mexico                 | 75,3166   | 88        | Uitgeschakeld | Uitgeschakeld | Uitgeschakeld | Uitgeschakeld |
| 95     | Monica P. Berrio        | Colombia               | 74,9667   | 89        | Uitgeschakeld | Uitgeschakeld | Uitgeschakeld | Uitgeschakeld |
| 96     | Deborah Cook            | Verenigd Koninkrijk    | 74,7333   | 91        | Uitgeschakeld | Uitgeschakeld | Uitgeschakeld | Uitgeschakeld |
| 97     | Maria Martinez          | Colombia               | 74,5500   | 93        | Uitgeschakeld | Uitgeschakeld | Uitgeschakeld | Uitgeschakeld |
| 98     | Norma Ochoa             | Mexico                 | 74,4499   | 94        | Uitgeschakeld | Uitgeschakeld | Uitgeschakeld | Uitgeschakeld |
| 99     | [ 1 ]                   | Australië              | 74,2333   | 95        | Uitgeschakeld | Uitgeschakeld | Uitgeschakeld | Uitgeschakeld |
| 99     | [ 1 ]                   | Duitsland              | 74,2333   | 95        | Uitgeschakeld | Uitgeschakeld | Uitgeschakeld | Uitgeschakeld |
| 101    | [ 2 ]                   | Brazilië               | 74,0500   | 97        | Uitgeschakeld | Uitgeschakeld | Uitgeschakeld | Uitgeschakeld |
| 102    | [ 2 ]                   | Duitsland              | 74,0333   | 98        | Uitgeschakeld | Uitgeschakeld | Uitgeschakeld | Uitgeschakeld |
| 103    | Livia Rosati            | Italië                 | 73,7001   | 99        | Uitgeschakeld | Uitgeschakeld | Uitgeschakeld | Uitgeschakeld |
| 104    | Lorena Zenobi           | Italië                 | 73,2333   | 101       | Uitgeschakeld | Uitgeschakeld | Uitgeschakeld | Uitgeschakeld |
| 105    | [ 3 ]                   | Colombia               | 73,1833   | 102       | Uitgeschakeld | Uitgeschakeld | Uitgeschakeld | Uitgeschakeld |
| 106    | Lucianne Serra          | Brazilië               | 72,7833   | 103       | Uitgeschakeld | Uitgeschakeld | Uitgeschakeld | Uitgeschakeld |
| 107    | Susanna de Angelis      | Italië                 | 72,5667   | 105       | Uitgeschakeld | Uitgeschakeld | Uitgeschakeld | Uitgeschakeld |
| 108    | Alessandra Ripetti      | Italië                 | 72,3000   | 106       | Uitgeschakeld | Uitgeschakeld | Uitgeschakeld | Uitgeschakeld |
| 109    | Teresa Galvez           | Mexico                 | 72,1001   | 107       | Uitgeschakeld | Uitgeschakeld | Uitgeschakeld | Uitgeschakeld |
| 110    | Luisa Espinosa          | Cuba                   | 72.0499   | 109       | Uitgeschakeld | Uitgeschakeld | Uitgeschakeld | Uitgeschakeld |
| 111    | Monica maldonado        | Venezuela              | 71,9833   | 110       | Uitgeschakeld | Uitgeschakeld | Uitgeschakeld | Uitgeschakeld |
| 112    | Gloria M. Trujillo      | Colombia               | 71,7501   | 111       | Uitgeschakeld | Uitgeschakeld | Uitgeschakeld | Uitgeschakeld |
| 113    | Maribel Solis           | Dominicaanse Republiek | 71,6501   | 112       | Uitgeschakeld | Uitgeschakeld | Uitgeschakeld | Uitgeschakeld |
| 114    | Lucia D'Andrade         | Dominicaanse Republiek | 71,2834   | 113       | Uitgeschakeld | Uitgeschakeld | Uitgeschakeld | Uitgeschakeld |
| 115    | Meret Sigg              | Zwitserland            | 71,0166   | 114       | Uitgeschakeld | Uitgeschakeld | Uitgeschakeld | Uitgeschakeld |
| 116    | Kirsten Hohlstein       | Duitsland              | 70,7000   | 115       | Uitgeschakeld | Uitgeschakeld | Uitgeschakeld | Uitgeschakeld |
| 117    | Monica Fortuna-Pontes   | Brazilië               | 70,4167   | 116       | Uitgeschakeld | Uitgeschakeld | Uitgeschakeld | Uitgeschakeld |
| 118    | Francy I Avila          | Colombia               | 69,9333   | 117       | Uitgeschakeld | Uitgeschakeld | Uitgeschakeld | Uitgeschakeld |
| 119    | Barbara Lo Monaco       | Italië                 | 69,8667   | 118       | Uitgeschakeld | Uitgeschakeld | Uitgeschakeld | Uitgeschakeld |
| 120    | Fadwa Eid               | Egypte                 | 69,4999   | 119       | Uitgeschakeld | Uitgeschakeld | Uitgeschakeld | Uitgeschakeld |
| 121    | Pamela Leli             | Italië                 | 69,4834   | 120       | Uitgeschakeld | Uitgeschakeld | Uitgeschakeld | Uitgeschakeld |
| 122    | Maria E. Valdes         | Colombia               | 69,1000   | 121       | Uitgeschakeld | Uitgeschakeld | Uitgeschakeld | Uitgeschakeld |
| 123    | Maria Luz Gonzales      | Mexico                 | 68,7834   | 122       | Uitgeschakeld | Uitgeschakeld | Uitgeschakeld | Uitgeschakeld |
| 124    | Iman Mostafa            | Egypte                 | 68,7333   | 123       | Uitgeschakeld | Uitgeschakeld | Uitgeschakeld | Uitgeschakeld |
| 125    | Paola Lugli             | Italië                 | 68,1833   | 124       | Uitgeschakeld | Uitgeschakeld | Uitgeschakeld | Uitgeschakeld |
| 126    | Graciela Arce           | Mexico                 | 67,7000   | 125       | Uitgeschakeld | Uitgeschakeld | Uitgeschakeld | Uitgeschakeld |
| 127    | Maria Reis              | Brazilië               | 67,6334   | 127       | Uitgeschakeld | Uitgeschakeld | Uitgeschakeld | Uitgeschakeld |
| 128    | Sahar Farouk            | Egypte                 | 65,6000   | 128       | Uitgeschakeld | Uitgeschakeld | Uitgeschakeld | Uitgeschakeld |
| 129    | Nimet Tousson           | Egypte                 | 64,8834   | 129       | Uitgeschakeld | Uitgeschakeld | Uitgeschakeld | Uitgeschakeld |
| 130    | Omneya Tousson          | Egypte                 | 64,7500   | 130       | Uitgeschakeld | Uitgeschakeld | Uitgeschakeld | Uitgeschakeld |
| 131    | Naila Helal             | Egypte                 | 64,0501   | 131       | Uitgeschakeld | Uitgeschakeld | Uitgeschakeld | Uitgeschakeld |
| 132    | Amal Ahmed              | Egypte                 | 63,2000   | 132       | Uitgeschakeld | Uitgeschakeld | Uitgeschakeld | Uitgeschakeld |
| 133    | [ 4 ]                   | Egypte                 | 63,1834   | 133       | Uitgeschakeld | Uitgeschakeld | Uitgeschakeld | Uitgeschakeld |
| 134    | Hanaa Emara             | Egypte                 | 61,7332   | 134       | Uitgeschakeld | Uitgeschakeld | Uitgeschakeld | Uitgeschakeld |
| —      | Barbara Federer         | Zwitserland            | DNS       | DNS       | Uitgeschakeld | Uitgeschakeld | Uitgeschakeld | Uitgeschakeld |